# National League 2024–25
National League 2024–25, được biết đến với cái tên gọi Vanarama National League vì lý do tài trợ, sẽ là mùa giải thứ 10 mang tên gọi National League, mùa giải thứ 22 của 3 hạng đấu và mùa giải thứ 46 chung cuộc.

## National League
24 đội bóng sẽ tranh tài ở đấu trường National League, bao gồm có 18 đội bóng ở mùa giải trước, 2 đội bóng xuống hạng từ League Two, 2 đội bóng thăng hạng từ National League North và 2 đội bóng thăng hạng từ National League South

### Thay đổi về CLB
| Tới National League Thăng hạng từ National League North - Tamworth - Boston United Thăng hạng từ National League South - Yeovil Town - Braintree Town Xuống hạng từ League Two - Forest Green Rovers - Sutton United | Từ National League Thăng hạng tới League Two - Chesterfield - Bromley Xuống hạng tới National League North - Kidderminster Harriers - Oxford City Xuống hạng tới National League South - Boreham Wood - Dorking Wanderers |

### Sân vận động và vị trí
| Đội                  | Địa điểm             | Sân vận động                         | Sức chứa |
| -------------------- | -------------------- | ------------------------------------ | -------- |
| A.F.C. Fylde         | Wesham               | Mill Farm Sports Village             | 6,000    |
| Aldershot Town       | Aldershot            | EBB Stadium at The Recreation Ground | 7,200    |
| Altrincham           | Altrincham           | Moss Lane                            | 7,700    |
| Barnet               | London (Canons Park) | The Hive Stadium                     | 6,418    |
| Boston United        | Boston               | Boston Community Stadium             | 5,000    |
| Braintree Town       | Braintree            | Cressing Road                        | 4,085    |
| Dagenham & Redbridge | London (Dagenham)    | Chigwell Construction Stadium        | 6,078    |
| Eastleigh            | Eastleigh            | Silverlake Stadium                   | 5,250    |
| Ebbsfleet United     | Northfleet           | Stonebridge Road                     | 4,800    |
| FC Halifax Town      | Halifax              | The Shay                             | 10,400   |
| Forest Green Rovers  | Nailsworth           | The Bolt New Lawn                    | 5,147    |
| Gateshead            | Gateshead            | Gateshead International Stadium      | 11,800   |
| Hartlepool United    | Hartlepool           | Victoria Park                        | 7,856    |
| Maidenhead United    | Maidenhead           | York Road                            | 4,000    |
| Oldham Athletic      | Oldham               | Boundary Park                        | 13,513   |
| Rochdale             | Rochdale             | Crown Oil Arena                      | 10,249   |
| Solihull Moors       | Solihull             | Damson Park                          | 5,500    |
| Southend United      | Southend-on-Sea      | Roots Hall                           | 12,392   |
| Sutton United        | London (Sutton)      | VBS Community Stadium                | 5,013    |
| Tamworth             | Tamworth             | The Lamb Ground                      | 4,565    |
| Wealdstone           | London (Ruislip)     | Grosvenor Vale                       | 4,085    |
| Woking               | Woking               | The Laithwaite Community Stadium     | 6,036    |
| Yeovil Town          | Yeovil               | Huish Park                           | 9,566    |
| York City            | York                 | York Community Stadium               | 8,500    |

### Nhân sự và trang phục
| Đội                  | Huấn luyện viên   | Đội trưởng           | Nhà sản xuất trang phục | Nhà tài trợ áo đấu (ngực) |
| -------------------- | ----------------- | -------------------- | ----------------------- | ------------------------- |
| A.F.C. Fylde         | Chris Beech       | Alex Whitmore        | New Balance             | FWP Architecture          |
| Aldershot Town       | Tommy Widdrington | Stuart O'Keefe       | Erreà                   | Bridges Estate Agents     |
| Altrincham           | Phil Parkinson    | James Jones          | Puma                    | J Davidson Ltd            |
| Barnet               | Dean Brennan      | Dale Gorman          | Stanno                  | TIC Health                |
| Boston United        | Ian Culverhouse   | Michael Bostwick     | Umbro                   | Kia                       |
| Braintree Town       | Angelo Harrop     | Baris Altintop       | Andreas Carter Sports   | Andreas Carter Sports     |
| Dagenham & Redbridge | Ben Strevens      | Elliot Justham       | Admiral                 | West & Coe                |
| Eastleigh            | Kelvin Davis      |                      | Erreà                   | Utilita                   |
| Ebbsfleet United     | Danny Searle      | Chris Solly          | New Balance             | Virtue Clean Energy       |
| F.C. Halifax Town    | Chris Millington  | Sam Johnson          | Adidas                  | Nuie                      |
| Forest Green Rovers  | Steve Cotterill   |                      | Umbro                   | Ecotricity                |
| Gateshead            | Rob Elliot        | Greg Olley           | Patrick                 | Gateshead Central         |
| Hartlepool United    | Darren Sarll      | David Ferguson       | Erreà                   | Utilita                   |
| Maidenhead United    | Alan Devonshire   | Alan Massey          | Kelme                   | CALM                      |
| Oldham Athletic      | Micky Mellon      | Liam Hogan           | Puma                    | RRG Group                 |
| Rochdale             | Jimmy McNulty     | Ethan Ebanks-Landell | O'Neills                | Crown Oil Ltd             |
| Solihull Moors       | Andy Whing        |                      | Adidas                  | Taxbuddi                  |
| Southend United      | Kevin Maher       | Nathan Ralph         | Macron                  | Solopress                 |
| Sutton United        | Steve Morison     |                      | O'Neills                | Echo Laser BPH therapy    |
| Tamworth             | Andy Peaks        |                      | Kappa                   | J Clarke Transport        |
| Wealdstone           | Matt Taylor       | Jack Cook            | Kelme                   | Brunel University London  |
| Woking               | Michael Doyle     | Josh Casey           | Adidas                  | Boz's Fruit & Veg         |
| Yeovil Town          | Mark Cooper       | Matt Worthington     | Erreà                   | TBC                       |
| York City            | Adam Hinshelwood  | Lenell John-Lewis    | Hummel                  | Titan Wealth              |

### Thay đổi huấn luyện viên
| Đội                  | Huấn luyện viên ra đi | Lý do ra đi                            | Ngày ra đi           | Thời điểm mùa giải | Huấn luyện viên đến                     | Ngày ký              |
| -------------------- | --------------------- | -------------------------------------- | -------------------- | ------------------ | --------------------------------------- | -------------------- |
| Wealdstone           | Sam Cox               | Kết thúc thời gian huấn luyện tạm thời | 20 tháng 4 năm 2024  | Trước mùa giải     | Matthew Taylor                          | 11 tháng 5 năm 2024  |
| Hartlepool United    | Kevin Phillips        | Hết hạn hợp đồng                       | 27 tháng 4 năm 2024  | Trước mùa giải     | Darren Sarll                            | 27 tháng 4 năm 2024  |
| Ebbsfleet United     | Danny Searle          | Sa thải                                | 9 tháng 9 năm 2024   | 24th               | Harry Watling                           | 12 tháng 9 năm 2024  |
| A.F.C. Fylde         | Chris Beech           | Sa thải                                | 15 tháng 9 năm 2024  | 23rd               | Chris Neal (HLV tạm quyền)              | 15 tháng 9 năm 2024  |
| Gateshead            | Rob Elliot            | Ký bởi Crawley Town                    | 1 tháng 10 năm 2024  | 5th                | Ben Clark (HLV tạm quyền)               | 1 tháng 10 năm 2024  |
| Hartlepool United    | Darren Sarll          | Sa thải                                | 16 tháng 10 năm 2024 | 16th               | Lennie Lawrence (HLV tạm quyền)         | 16 tháng 10 năm 2024 |
| Boston United        | Ian Culverhouse       | Sa thải                                | 28 tháng 10 năm 2024 | 23rd               |                                         |                      |
| Braintree Town       | Angelo Harrop         | Sa thải                                | 27 tháng 11 năm 2024 | 20th               | Steve Pitt                              | 5 tháng 12 năm 2024  |
| Ebbsfleet United     | Harry Watling         | Đồng thuận                             | 11 tháng 12 năm 2024 | 24th               |                                         |                      |
| Woking               | Michael Doyle         | Sa thải                                | 14 tháng 12 năm 2024 | 19th               | Neal Ardley                             | 18 tháng 12 năm 2024 |
| Dagenham & Redbridge | Ben Strevens          | Sa thải                                | 26 tháng 12 năm 2024 | 16th               | Lewis Young                             | 26 tháng 12 năm 2024 |
| Solihull Moors       | Andy Whing            | Được ký bởi Barrow                     | 20 tháng 1 năm 2025  | 7th                | Matthew Taylor                          | 23 tháng 1 năm 2025  |
| Wealdstone           | Matthew Taylor        | Ký bởi Solihull Moors                  | 23 tháng 1 năm 2025  | 21st               | Neil Gibson                             | 27 tháng 1 năm 2025  |
| Hartlepool United    | Lennie Lawrence       | Tái cơ cấu huấn luyện                  | 3 tháng 2 năm 2025   | 12th               | Anthony Limbrick                        | 3 tháng 2 năm 2025   |
| A.F.C Fylde          | Kevin Phillips        | Thỏa thuận                             | 19 tháng 2 năm 2025  | 22nd               | David Longwell & Chris Neal (tạm quyền) | 19 tháng 2 năm 2025  |

1. ↑  Young được bổ nhiệm làm HLV tạm quyền trước khi được giao nhiệm vụ huấn luyện viên chính thức vào ngày 16 tháng 1 năm 2025

### Bảng xếp hạng National League
| VT | Đội                      | ST | T  | H  | B  | BT | BB | HS  | Đ   | Thăng hạng, giành quyền tham dự hoặc xuống hạng |
| -- | ------------------------ | -- | -- | -- | -- | -- | -- | --- | --- | ----------------------------------------------- |
| 1  | Barnet (C, P)            | 46 | 31 | 9  | 6  | 97 | 38 | +59 | 102 | Thăng hạng EFL League Two                       |
| 2  | York City                | 46 | 29 | 9  | 8  | 95 | 42 | +53 | 96  | Lọt vào bán kết play-off National League        |
| 3  | Forest Green Rovers      | 46 | 22 | 17 | 7  | 69 | 42 | +27 | 83  | Lọt vào bán kết play-off National League        |
| 4  | Rochdale                 | 46 | 21 | 11 | 14 | 69 | 44 | +25 | 74  | Lọt vào tứ kết play-off National League         |
| 5  | Oldham Athletic (O, P)   | 46 | 19 | 16 | 11 | 64 | 48 | +16 | 73  | Lọt vào tứ kết play-off National League         |
| 6  | F.C. Halifax Town        | 46 | 19 | 13 | 14 | 50 | 46 | +4  | 70  | Lọt vào tứ kết play-off National League         |
| 7  | Southend United          | 46 | 17 | 17 | 12 | 59 | 48 | +11 | 68  | Lọt vào tứ kết play-off National League         |
| 8  | Gateshead                | 46 | 19 | 10 | 17 | 76 | 68 | +8  | 67  |                                                 |
| 9  | Altrincham               | 46 | 17 | 13 | 16 | 68 | 62 | +6  | 64  |                                                 |
| 10 | Tamworth                 | 46 | 17 | 13 | 16 | 65 | 72 | −7  | 64  |                                                 |
| 11 | Hartlepool United        | 46 | 14 | 18 | 14 | 59 | 62 | −3  | 60  |                                                 |
| 12 | Sutton United            | 46 | 15 | 15 | 16 | 59 | 64 | −5  | 60  |                                                 |
| 13 | Eastleigh                | 46 | 14 | 17 | 15 | 58 | 61 | −3  | 59  |                                                 |
| 14 | Solihull Moors           | 46 | 16 | 10 | 20 | 61 | 67 | −6  | 58  |                                                 |
| 15 | Woking                   | 46 | 13 | 19 | 14 | 52 | 59 | −7  | 58  |                                                 |
| 16 | Aldershot Town           | 46 | 14 | 15 | 17 | 69 | 83 | −14 | 57  |                                                 |
| 17 | Braintree Town           | 46 | 15 | 11 | 20 | 51 | 59 | −8  | 56  |                                                 |
| 18 | Yeovil Town              | 46 | 15 | 11 | 20 | 51 | 60 | −9  | 56  |                                                 |
| 19 | Boston United            | 46 | 15 | 10 | 21 | 54 | 67 | −13 | 55  |                                                 |
| 20 | Wealdstone               | 46 | 13 | 14 | 19 | 56 | 76 | −20 | 53  |                                                 |
| 21 | Dagenham & Redbridge (R) | 46 | 12 | 16 | 18 | 61 | 62 | −1  | 52  | Xuống hạng National League South                |
| 22 | Maidenhead United (R)    | 46 | 14 | 10 | 22 | 57 | 75 | −18 | 52  | Xuống hạng National League South                |
| 23 | A.F.C. Fylde (R)         | 46 | 11 | 7  | 28 | 50 | 85 | −35 | 40  | Xuống hạng National League North                |
| 24 | Ebbsfleet United (R)     | 46 | 3  | 13 | 30 | 38 | 98 | −60 | 22  | Xuống hạng National League South                |

### Play-off
|  | Tứ kết | Tứ kết          | Tứ kết |  |  | Bán kết | Bán kết             | Bán kết |                 |   | Chung kết | Chung kết       | Chung kết |  |
|  |        |                 |        |  |  |         |                     |         |                 |   |           |                 |           |  |
|  |        |                 |        |  |  | 2       | York City           | 0       |                 |   |           |                 |           |  |
|  | 5      | Oldham Athletic | 4      |  |  | 5       | Oldham Athletic     | 3       |                 |   |           |                 |           |  |
|  | 6      | FC Halifax Town | 0      |  |  |         |                     |         |                 |   | 5         | Oldham Athletic | 3         |  |
|  |        |                 |        |  |  |         |                     | 7       | Southend United | 2 |           |                 |           |  |
|  |        |                 |        |  |  | 3       | Forest Green Rovers | 2 (2)   |                 |   |           |                 |           |  |
|  | 4      | Rochdale        | 3      |  |  | 7       | Southend United (p) | 2 (4)   |                 |   |           |                 |           |  |
|  | 7      | Southend United | 4      |  |  |         |                     |         |                 |   |           |                 |           |  |

#### Tứ kết
| 13 tháng 5 | Oldham Athletic                                         | 4–0      | FC Halifax Town | Oldham                                                 |  |
| 19:45 BST  | - Garner 4' - Kitching 10' - Fondop 13' - Pritchard 54' | Chi tiết |                 | Sân vận động: Boundary Park Trọng tài: Aaron Bannister |  |

| 14 tháng 5 | Rochdale                            | 3–4 (s.h.p.) | Southend United                                        | Rochdale                                                  |  |
| 19:45 BST  | - Rodney 8', 56' (ph.đ.) - Bird 28' | Chi tiết     | - Ralph 22' - Hopper 74' - Parillon 80' - Kendall 101' | Sân vận động: Crown Oil Arena Trọng tài: Andrew Humphries |  |

#### Bán kết
| 20 tháng 5 | York City | 0–3      | Oldham Athletic                               | York                                                                                     |  |
| 19:45 BST  |           | Chi tiết | - Garner 23' - Yoganathan 49' - Pritchard 51' | Sân vận động: York Community Stadium Lượng khán giả: 8,153 Trọng tài: Zac Kennard-Kettle |  |

| 21 tháng 5                               | Forest Green Rovers        | 2–2 (s.h.p.) (2–4 p)                                | Southend United               | Nailsworth                 |  |
| 19:45 BST                                | - Inniss 62' - Osadebe 94' |                                                     | - Goodliffe 54' - Bridge 116' | Sân vận động: The New Lawn |  |
|                                          |                            | Loạt sút luân lưu                                   |                               |                            |  |
| - Cardwell - Knowles - McCann - Sercombe |                            | - Walker - Bridge - Gubbins - Bonne - Scott-Morriss |                               |                            |  |

#### Chung kết
| Oldham Athletic                                    | 3–2 (s.h.p.) | Southend United                            |
| -------------------------------------------------- | ------------ | ------------------------------------------ |
| - Garner 48' (ph.đ.) - Norwood 110' - Harratt 112' | Chi tiết     | - Monthé 5' (l.n.) - Chambers-Parillon 91' |

### Thống kê
Tính đến 26 tháng 4 năm 2025

### Vua phá lưới
| Hạng | Cầu thủ           | Câu lạc bộ      | Số bàn thắng |
| ---- | ----------------- | --------------- | ------------ |
| 1    | Ollie Pearce      | York City       | 30           |
| 2    | Regan Linney      | Altrincham      | 23           |
| 3    | Dan Creaney       | Tamworth        | 19           |
| 3    | Nick Haughton     | AFC Fylde       | 19           |
| 5    | Will Davies       | Sutton United   | 18           |
| 5    | Callum Stead      | Barnet          | 18           |
| 7    | Mike Fondop Talum | Oldham Athletic | 17           |
| 7    | Devante Rodney    | Rochdale        | 17           |
| 7    | Gus Scott-Morriss | Southend United | 17           |

### Giải thường hàng tháng
Mỗi tháng Vanarama National League sẽ công bố cầu thủ xuất sắc nhất tháng và HLV xuất sắc nhất tháng
| Tháng    | HLV xuất sắc nhất tháng | HLV xuất sắc nhất tháng | Cầu thủ xuất sắc nhất tháng | Cầu thủ xuất sắc nhất tháng | Tham khảo     |
| -------- | ----------------------- | ----------------------- | --------------------------- | --------------------------- | ------------- |
| Tháng 8  | Rob Elliot              | Gateshead               | James Henry                 | Aldershot Town              | [ 21 ] [ 22 ] |
| Tháng 9  | Adam Hinshelwood        | York City               | Kairo Mitchell              | Rochdale                    | [ 23 ] [ 24 ] |
| Tháng 10 | Adam Hinshelwood        | York City               | Kyle McAllister             | Forest Green Rovers         | [ 25 ] [ 26 ] |
| Tháng 11 | Dean Brennan            | Barnet                  | Ollie Pearce                | York City                   | [ 27 ] [ 28 ] |
| Tháng 12 | Carl Magnay             | Gateshead               | Conor Wilkinson             | Solihull Moors              | [ 29 ] [ 30 ] |
| Tháng 1  | Dean Brennan            | Barnet                  | Will Davies                 | Sutton United               | [ 31 ] [ 32 ] |
| Tháng 2  | Paul Caddis             | Hereford                | Mark Ellis                  | Chorley                     | [ 33 ] [ 34 ] |
| Tháng 3  | Phil Brown              | Kidderminster Harriers  | Ashley Hemmings             | Kidderminster Harriers      | [ 35 ] [ 36 ] |

## National League North
National League North được chia làm 24 đội

### Thay đổi về CLB
| Tới National League North Xuống hạng từ National League - Kidderminster Harriers - Oxford City Thăng hạng từ Northern Premier League Premier Division - Radcliffe - Marine Thăng hạng từ Southern League Premier Division Central - Needham Market - Leamington | Từ National League North Thăng hạng tới National League - Tamworth - Boston United Xuống hạng tới Northern Premier League Premier Division - Blyth Spartans Xuống hạng tới Southern League Premier Division Central - Banbury United - Bishop's Stortford Xuống hạng tới Southern League Premier Division South - Gloucester City |

### Sân vận động và vị trí
| Đội                    | Địa điểm          | Sân vận động          | Sức chứa |
| ---------------------- | ----------------- | --------------------- | -------- |
| Alfreton Town          | Alfreton          | Impact Arena          | 3,600    |
| Brackley Town          | Brackley          | St. James Park        | 3,500    |
| Buxton                 | Buxton            | The Silverlands       | 5,200    |
| Chester                | Chester           | Deva Stadium          | 6,500    |
| Chorley                | Chorley           | Victory Park          | 4,100    |
| Curzon Ashton          | Ashton-under-Lyne | Tameside Stadium      | 4,000    |
| Darlington             | Darlington        | Blackwell Meadows     | 3,300    |
| Farsley Celtic         | Farsley           | The Citadel           | 3,900    |
| Hereford               | Hereford          | Edgar Street          | 5,250    |
| Kidderminster Harriers | Kidderminster     | Aggborough            | 6,238    |
| King's Lynn Town       | King's Lynn       | The Walks             | 8,200    |
| Leamington             | Leamington        | New Windmill Ground   | 3,050    |
| Marine                 | Crosby            | Marine Travel Arena   | 2,200    |
| Needham Market         | Needham Market    | Bloomfields           | 4,000    |
| Oxford City            | Oxford (Marston)  | RAW Charging Stadium  | 3,500    |
| Peterborough Sports    | Peterborough      | Lincoln Road          | 2,300    |
| Radcliffe              | Radcliffe         | Stainton Park         | 3,500    |
| Rushall Olympic        | Walsall (Rushall) | Dales Lane            | 2,000    |
| Scarborough Athletic   | Scarborough       | Flamingo Land Stadium | 2,833    |
| Scunthorpe United      | Scunthorpe        | Glanford Park         | 9,088    |
| South Shields          | South Shields     | 1st Cloud Arena       | 4,000    |
| Southport              | Southport         | Haig Avenue           | 6,008    |
| Spennymoor Town        | Spennymoor        | The Brewery Field     | 4,300    |
| Warrington Town        | Warrington        | Cantilever Park       | 3,500    |

### Thay đổi huấn luyện viên
| Đội               | Huấn luyện viên ra đi | Lý do ra đi   | Ngày ra đi          | Thời điểm mùa giải | Huấn luyện viên đến      | Ngày ký              |
| ----------------- | --------------------- | ------------- | ------------------- | ------------------ | ------------------------ | -------------------- |
| Buxton            | Craig Elliott         | Từ chức       | 20 tháng 4 năm 2024 | Trước mùa giải     | John McGrath             | 6 tháng 5 năm 2024   |
| Scunthorpe United | Jimmy Dean            | Sa thải       | 2 tháng 5 năm 2024  | Trước mùa giải     | Andy Butler              | 3 tháng 5 năm 2024   |
| Rushall Olympic   | Liam McDonald         | Từ chức       | 13 tháng 5 năm 2024 | Trước mùa giải     | Adam Stevens             | 16 tháng 5 năm 2024  |
| Oxford City       | Ross Jenkins          | Sự đồng thuận | 15 tháng 5 năm 2024 | Trước mùa giải     | Sam Cox                  | 18 tháng 6 năm 2024  |
| Farsley Celtic    | Clayton Donaldson     | Sa thải       | 2 tháng 9 năm 2024  | 10th               | Pav Singh                | 2 tháng 9 năm 2024   |
| Warrington Town   | Mark Beesley          | Từ chức       | 15 tháng 9 năm 2024 | 18th               | Paul Carden              | 21 tháng 9 năm 2024  |
| Oxford City       | Sam Cox               | Sa thải       | 27 tháng 9 năm 2024 | 23rd               | Ross Jenkins             | 27 tháng 9 năm 2024  |
| Rushall Olympic   | Adam Stevens          | Sa thải       | 1 tháng 12 năm 2024 | 24th               | Richard Sneekes          | 18 tháng 12 năm 2024 |
| Farsley Celtic    | Pav Singh             | Từ chức       | 11 tháng 1 năm 2025 | 20th               | Neil Redfearn            | 17 tháng 1 năm 2025  |
| Needham Market    | Kevin Horlock         | Từ chức       | 1 tháng 2 năm 2025  | 24th               | Tom Rothery              | 1 tháng 2 năm 2025   |
| Farsley Celtic    | Nell Redfeam          | Từ chức       | 6 tháng 2 năm 2025  | 22nd               | David Stockdale          | 13 tháng 2 năm 2025  |
| Southport         | Jim Bentley           | Sa thải       | 12 tháng 3 năm 2025 | 17th               | David Morgan (tạm quyền) | 12 tháng 3 năm 2025  |

### Bảng xếp hạng National League North
| VT | Đội                      | ST | T  | H  | B  | BT | BB  | HS  | Đ  | Thăng hạng, giành quyền tham dự hoặc xuống hạng |
| -- | ------------------------ | -- | -- | -- | -- | -- | --- | --- | -- | ----------------------------------------------- |
| 1  | Brackley Town (C, P)     | 46 | 29 | 5  | 12 | 75 | 42  | +33 | 92 | Thăng hạng National League                      |
| 2  | Scunthorpe United (O, P) | 46 | 26 | 12 | 8  | 76 | 30  | +46 | 90 | Lọt vào bán kết National League North play-off  |
| 3  | Kidderminster Harriers   | 46 | 27 | 8  | 11 | 86 | 37  | +49 | 89 | Lọt vào bán kết National League North play-off  |
| 4  | Chester                  | 46 | 25 | 12 | 9  | 73 | 45  | +28 | 87 | Lọt vào tứ kết play-off National League North   |
| 5  | Chorley                  | 46 | 22 | 13 | 11 | 76 | 49  | +27 | 79 | Lọt vào tứ kết play-off National League North   |
| 6  | King's Lynn Town         | 46 | 23 | 10 | 13 | 52 | 45  | +7  | 79 | Lọt vào tứ kết play-off National League North   |
| 7  | Buxton                   | 46 | 24 | 5  | 17 | 76 | 52  | +24 | 77 | Lọt vào tứ kết play-off National League North   |
| 8  | Curzon Ashton            | 46 | 22 | 11 | 13 | 59 | 41  | +18 | 77 |                                                 |
| 9  | Spennymoor Town          | 46 | 21 | 13 | 12 | 76 | 50  | +26 | 76 |                                                 |
| 10 | Hereford                 | 46 | 22 | 10 | 14 | 68 | 51  | +17 | 76 |                                                 |
| 11 | Darlington               | 46 | 18 | 15 | 13 | 61 | 54  | +7  | 69 |                                                 |
| 12 | Peterborough Sports      | 46 | 17 | 12 | 17 | 55 | 57  | −2  | 63 |                                                 |
| 13 | Scarborough Athletic     | 46 | 16 | 13 | 17 | 64 | 58  | +6  | 61 |                                                 |
| 14 | Alfreton Town            | 46 | 15 | 14 | 17 | 54 | 59  | −5  | 59 |                                                 |
| 15 | Marine                   | 46 | 16 | 10 | 20 | 45 | 57  | −12 | 58 |                                                 |
| 16 | Leamington               | 46 | 15 | 10 | 21 | 52 | 56  | −4  | 55 |                                                 |
| 17 | South Shields            | 46 | 16 | 6  | 24 | 60 | 73  | −13 | 54 |                                                 |
| 18 | Southport                | 46 | 13 | 14 | 19 | 43 | 58  | −15 | 53 |                                                 |
| 19 | Oxford City              | 46 | 13 | 14 | 19 | 58 | 74  | −16 | 53 |                                                 |
| 20 | Radcliffe                | 46 | 13 | 12 | 21 | 56 | 75  | −19 | 51 |                                                 |
| 21 | Needham Market (R)       | 46 | 10 | 9  | 27 | 44 | 76  | −32 | 39 | Xuống hạng Southern Premier League Central      |
| 22 | Rushall Olympic (R)      | 46 | 9  | 8  | 29 | 42 | 98  | −56 | 35 | Xuống hạng Northern Premier League              |
| 23 | Warrington Town (R)      | 46 | 6  | 13 | 27 | 34 | 70  | −36 | 31 | Xuống hạng Northern Premier League              |
| 24 | Farsley Celtic (R)       | 46 | 7  | 5  | 34 | 35 | 113 | −78 | 26 | Xuống hạng Northern Counties East League        |

1. ↑  Farsley Celtic không đủ điều kiện tài chính để được FA cấp quyền thi đấu tại Step 1-4 cho mùa giải 2025–26, nên họ phải xuống chơi tại Northern Counties East League[51]

### Play-off
|  | Tứ kết | Tứ kết           | Tứ kết |  |  | Bán kết | Bán kết                | Bán kết |         |   | Chung kết | Chung kết         | Chung kết |  |
|  |        |                  |        |  |  |         |                        |         |         |   |           |                   |           |  |
|  |        |                  |        |  |  | 2       | Scunthorpe United      | 4       |         |   |           |                   |           |  |
|  | 5      | Chorley          | 1      |  |  | 5       | Chorley                | 2       |         |   |           |                   |           |  |
|  | 6      | King's Lynn Town | 0      |  |  |         |                        |         |         |   | 2         | Scunthorpe United | 2         |  |
|  |        |                  |        |  |  |         |                        | 4       | Chester | 1 |           |                   |           |  |
|  |        |                  |        |  |  | 3       | Kidderminster Harriers | 1       |         |   |           |                   |           |  |
|  | 4      | Chester          | 2      |  |  | 4       | Chester                | 2       |         |   |           |                   |           |  |
|  | 7      | Buxton           | 1      |  |  |         |                        |         |         |   |           |                   |           |  |

#### Tứ kết
| 29 tháng 4 | Chorley     | 1–0      | King's Lynn Town | Chorley                                          |  |
| 19:45 BST  | - Ellis 84' | Chi tiết |                  | Sân vận động: Victory Park Lượng khán giả: 2,665 |  |

| 30 tháng 4 | Chester                  | 2–1 (s.h.p.) | Buxton        | Chester                                          |  |
| 19:45 BST  | - Murray 3' - Burke 108' |              | - Elliott 18' | Sân vận động: Deva Stadium Lượng khán giả: 4,066 |  |

#### Bán kết
| 3 tháng 5 | Scunthorpe United                                 | 4–2      | Chorley        | Scunthorpe                                        |  |
| 15:00 BST | - Whitehall 5', 22' - Roberts 36' - Ubaezuonu 66' | Chi tiết | - Hall 7', 78' | Sân vận động: Glanford Park Lượng khán giả: 6,365 |  |

| 4 tháng 5 | Kidderminster Harriers | 1–2      | Chester                         | Kidderminster                                          |  |
| 15:00 BST | - Morrison 19'         | Chi tiết | - Mottley-Henry 35' - Weeks 82' | Sân vận động: Aggborough Stadium Lượng khán giả: 4,647 |  |

#### Chung kết
| 18 tháng 5 | Scunthorpe United                  | 2–1 (s.h.p.) | Chester             | Scunthorpe                                        |  |
| 15:00 BST  | - Whitehall 20' - Ubaezuonu 105+1' | Chi tiết     | - Woods 62' (ph.đ.) | Sân vận động: Glanford Park Lượng khán giả: 9,086 |  |

### Thống kê
Tính đến 21 tháng 4 năm 2025

### Vua phá lưới
| Hạng | Cầu thủ         | Câu lạc bộ             | Số bàn thắng |
| ---- | --------------- | ---------------------- | ------------ |
| 1    | Ashley Hemmings | Kidderminster Harriers | 30           |
| 2    | Paul Blackett   | South Shields          | 23           |
| 3    | Callum Roberts  | Scunthorpe United      | 20           |
| 4    | Tom Peers       | Chester                | 19           |
| 5    | Glen Taylor     | Spennymoor Town        | 18           |
| 6    | Connor Hall     | Brackley Town          | 17           |
| 7    | Michael Gyasi   | Peterborough Sports    | 16           |
| 8    | Charlie Caton   | Chester                | 14           |
| 8    | Callum Stewart  | Leamington             | 14           |
| 8    | Danny Whitehall | Scunthorpe United      | 14           |

### Giải thưởng hàng tháng
| Tháng    | HLV xuất sắc nhất tháng | HLV xuất sắc nhất tháng | Cầu thủ xuất sắc nhất tháng | Cầu thủ xuất sắc nhất tháng | Tham khảo     |
| -------- | ----------------------- | ----------------------- | --------------------------- | --------------------------- | ------------- |
| Tháng 8  | Andy Butler             | Scunthorpe United       | Charlie Caton               | Chester                     | [ 21 ] [ 22 ] |
| Tháng 9  | Paul Holleran           | Leamington              | Isaac Fletcher              | Spennymoor Town             | [ 23 ] [ 24 ] |
| Tháng 10 | Craig Mahon             | Curzon Ashton           | Callum Roberts              | Scunthorpe United           | [ 25 ] [ 26 ] |
| Tháng 11 | Phil Brown              | Kidderminster Harriers  | Harrison Burke              | Chester                     | [ 27 ] [ 28 ] |
| Tháng 12 | Steve Watson            | Darlington              | Amari Morgan-Smith          | Kidderminster Harriers      | [ 29 ] [ 30 ] |
| Tháng 1  | Calum McIntyre          | Chester                 | Connor Hall                 | Brackley Town               | [ 31 ] [ 32 ] |
| Tháng 2  | Paul Caddis             | Hereford                | Mark Ellis                  | Chorley                     | [ 33 ] [ 34 ] |
| Tháng 3  | Phil Brown              | Kidderminster Harriers  | Ashley Hemmings             | Kidderminster Harriers      | [ 35 ] [ 36 ] |

## National League South
National League South cũng được chia làm 24 đội

### Thay đổi về CLB
Tới National League South
Xuống hạng từ National League
- Boreham Wood
- Dorking Wanderers

Thăng hạng từ Isthmian League Premier Division
- Hornchurch
- Enfield Town

Thăng hạng từ Southern League Premier Division South
- Chesham United
- Salisbury

Từ National League South
Thăng hạng tới National League
- Yeovil Town
- Braintree Town

Xuống hạng tới Isthmian League Premier Division
- Dartford
- Dover Athletic

Xuống hạng tới Southern League Premier Division South
- Taunton Town
- Havant & Waterlooville

### Sân vận động và vị trí
Lỗi Lua trong Mô_đun:Location_map/multi tại dòng 27: Không tìm thấy trang định rõ bản đồ định vị. "Mô đun:Location map/data/England south", "Bản mẫu:Bản đồ định vị England south", và "Bản mẫu:Location map England south" đều không tồn tại.
| Đội                        | Địa điểm           | Sân vận động                         | Sức chứa |
| -------------------------- | ------------------ | ------------------------------------ | -------- |
| Aveley                     | Aveley             | Parkside                             | 3,500    |
| Bath City                  | Bath (Twerton)     | Twerton Park                         | 8,840    |
| Boreham Wood               | Borehamwood        | Meadow Park                          | 4,502    |
| Chelmsford City            | Chelmsford         | Melbourne Stadium                    | 3,019    |
| Chesham United             | Chesham            | The Meadow                           | 5,000    |
| Chippenham Town            | Chippenham         | Hardenhuish Park                     | 3,000    |
| Dorking Wanderers          | Dorking            | Meadowbank Stadium                   | 4,250    |
| Eastbourne Borough         | Eastbourne         | Priory Lane                          | 4,151    |
| Enfield Town               | London (Enfield)   | Queen Elizabeth II Stadium           | 2,500    |
| Farnborough                | Farnborough        | Saunders Transport Community Stadium | 7,000    |
| Hampton & Richmond Borough | London (Hampton)   | Beveree Stadium                      | 3,500    |
| Hemel Hempstead Town       | Hemel Hempstead    | Vauxhall Road                        | 3,152    |
| Hornchurch                 | London (Upminster) | Hornchurch Stadium                   | 3,500    |
| Maidstone United           | Maidstone          | Gallagher Stadium                    | 4,200    |
| Salisbury                  | Salisbury          | Raymond McEnhill Stadium             | 5,000    |
| Slough Town                | Slough             | Arbour Park                          | 2,000    |
| St Albans City             | St Albans          | Clarence Park                        | 4,500    |
| Tonbridge Angels           | Tonbridge          | Longmead Stadium                     | 3,000    |
| Torquay United             | Torquay            | Plainmoor                            | 6,500    |
| Truro City                 | Truro              | Truro Sports Hub                     | 3,000    |
| Welling United             | London (Welling)   | Park View Road                       | 4,000    |
| Weston-super-Mare          | Weston-super-Mare  | Woodspring Stadium                   | 3,500    |
| Weymouth                   | Weymouth           | Bob Lucas Stadium                    | 6,600    |
| Worthing                   | Worthing           | Woodside Road                        | 4,000    |

### Thay đổi huấn luyện viên
| Đội                        | Huấn luyện viên ra đi | Lý do ra đi                          | Ngày ra đi           | Thời điểm mùa giải | Huấn luyện viên đến            | Ngày ký              |
| -------------------------- | --------------------- | ------------------------------------ | -------------------- | ------------------ | ------------------------------ | -------------------- |
| Boreham Wood               | Luke Garrard          | Sự đồng thuận                        | 20 tháng 4 năm 2024  | Trước mùa giải     | Ross Jenkins                   | 15 tháng 5 năm 2024  |
| Torquay United             | Aaron Downes          | Kết thúc thời gian làm HLV tạm quyền | 20 tháng 4 năm 2024  | Trước mùa giải     | Paul Wotton                    | 14 tháng 5 năm 2024  |
| Hampton & Richmond Borough | Mel Gwinnett          | Sa thải                              | 3 tháng 5 năm 2024   | Trước mùa giải     | Alan Julian                    | 13 tháng 5 năm 2024  |
| Worthing                   | Aarran Racine         | Kết thúc thời gian làm HLV tạm quyền | 11 tháng 5 năm 2024  | Trước mùa giải     | Chris Agutter                  | 11 tháng 5 năm 2024  |
| Truro City                 | Paul Wotton           | Được ký bởi Torquay United           | 14 tháng 5 năm 2024  | Trước mùa giải     | John Askey                     | 6 tháng 6 năm 2024   |
| St Albans City             | Jon Meakes            | Xuống làm trợ lý HLV                 | 17 tháng 5 năm 2024  | Trước mùa giải     | David Noble                    | 17 tháng 5 năm 2024  |
| Boreham Wood               | Ross Jenkins          | Sa thải                              | 12 tháng 9 năm 2024  | 10th               | Luke Garrard                   | 13 tháng 9 năm 2024  |
| Bath City                  | Jerry Gill            | Sa thải                              | 18 tháng 11 năm 2024 | 20th               | Darren Way                     | 23 tháng 12 năm 2024 |
| St Albans City             | David Noble           | Đồng thuận                           | 21 tháng 11 năm 2024 | 21st               | Ian Culverhouse                | 28 tháng 11 năm 2024 |
| Weymouth                   | Mark Molesley         | Sa thải                              | 28 tháng 11 năm 2024 | 23rd               | Warren Feeney                  | 17 tháng 12 năm 2024 |
| Hemel Hempstead Town       | Bobby Wilkinson       | Sa thải                              | 6 tháng 12 năm 2024  | 17th               | Lee Allinson                   | 6 tháng 12 năm 2024  |
| Welling United             | Rod Stringer          | Từ chức                              | 16 tháng 3 năm 2025  | 22nd               | Brian Statham (tạm quyền)      | 16 tháng 3 năm 2025  |
| Tonbridge Angels           | Jay Saunders          | Sự đồng thuận                        | 31 tháng 3 năm 2025  | 10th               | Scott Wagstaff (HLV tạm quyền) | 31 tháng 3 năm 2025  |

### Bảng xếp hạng National League South
| VT | Đội                        | ST | T  | H  | B  | BT | BB | HS  | Đ  | Thăng hạng, giành quyền tham dự hoặc xuống hạng   |
| -- | -------------------------- | -- | -- | -- | -- | -- | -- | --- | -- | ------------------------------------------------- |
| 1  | Truro City (C, P)          | 46 | 26 | 11 | 9  | 75 | 42 | +33 | 89 | Thăng hạng National League                        |
| 2  | Torquay United             | 46 | 25 | 14 | 7  | 73 | 42 | +31 | 89 | Lọt vào bán kết play-off National League South    |
| 3  | Eastbourne Borough         | 46 | 25 | 13 | 8  | 70 | 43 | +27 | 88 | Lọt vào bán kết play-off National League South    |
| 4  | Worthing                   | 46 | 26 | 10 | 10 | 78 | 58 | +20 | 88 | Lọt vào tứ kết play-off National League South     |
| 5  | Boreham Wood (O, P)        | 46 | 26 | 8  | 12 | 86 | 48 | +38 | 86 | Lọt vào tứ kết play-off National League South     |
| 6  | Dorking Wanderers          | 46 | 24 | 14 | 8  | 89 | 54 | +35 | 86 | Lọt vào tứ kết play-off National League South     |
| 7  | Maidstone United           | 46 | 21 | 16 | 9  | 70 | 38 | +32 | 79 | Lọt vào tứ kết play-off National League South     |
| 8  | Weston-super-Mare          | 46 | 21 | 12 | 13 | 67 | 54 | +13 | 75 |                                                   |
| 9  | Hornchurch                 | 46 | 17 | 14 | 15 | 59 | 54 | +5  | 65 |                                                   |
| 10 | Farnborough                | 46 | 18 | 9  | 19 | 69 | 68 | +1  | 63 |                                                   |
| 11 | Chelmsford City            | 46 | 16 | 14 | 16 | 74 | 62 | +12 | 62 |                                                   |
| 12 | Hemel Hempstead Town       | 46 | 17 | 11 | 18 | 64 | 75 | −11 | 62 |                                                   |
| 13 | Chesham United             | 46 | 16 | 11 | 19 | 61 | 72 | −11 | 59 |                                                   |
| 14 | Chippenham Town            | 46 | 17 | 8  | 21 | 57 | 69 | −12 | 59 |                                                   |
| 15 | Bath City                  | 46 | 15 | 12 | 19 | 47 | 48 | −1  | 57 |                                                   |
| 16 | Slough Town                | 46 | 15 | 12 | 19 | 70 | 75 | −5  | 57 |                                                   |
| 17 | Tonbridge Angels           | 46 | 15 | 12 | 19 | 51 | 61 | −10 | 57 |                                                   |
| 18 | Hampton & Richmond Borough | 46 | 14 | 9  | 23 | 60 | 74 | −14 | 51 |                                                   |
| 19 | Enfield Town               | 46 | 13 | 9  | 24 | 49 | 88 | −39 | 48 |                                                   |
| 20 | Salisbury                  | 46 | 10 | 16 | 20 | 56 | 69 | −13 | 46 |                                                   |
| 21 | St Albans City (R)         | 46 | 9  | 18 | 19 | 47 | 64 | −17 | 45 | Xuống hạng Isthmian League Premier Division       |
| 22 | Welling United (R)         | 46 | 10 | 8  | 28 | 47 | 91 | −44 | 38 | Xuống hạng Isthmian League Premier Division       |
| 23 | Weymouth (R)               | 46 | 6  | 15 | 25 | 43 | 77 | −34 | 33 | Xuống hạng Southern League Premier Division South |
| 24 | Aveley (R)                 | 46 | 8  | 8  | 30 | 45 | 81 | −36 | 32 | Xuống hạng Isthmian League Premier Division       |

### Play-off
|  | Tứ kết | Tứ kết            | Tứ kết |  |  | Bán kết | Bán kết            | Bán kết |                  |   | Chung kết | Chung kết    | Chung kết |  |
|  |        |                   |        |  |  |         |                    |         |                  |   |           |              |           |  |
|  |        |                   |        |  |  | 2       | Torquay United     | 0       |                  |   |           |              |           |  |
|  | 5      | Boreham Wood      | 4      |  |  | 5       | Boreham Wood       | 1       |                  |   |           |              |           |  |
|  | 6      | Dorking Wanderers | 3      |  |  |         |                    |         |                  |   | 5         | Boreham Wood | 1         |  |
|  |        |                   |        |  |  |         |                    | 7       | Maidstone United | 0 |           |              |           |  |
|  |        |                   |        |  |  | 3       | Eastbourne Borough | 1       |                  |   |           |              |           |  |
|  | 4      | Worthing          | 0      |  |  | 7       | Maidstone United   | 2       |                  |   |           |              |           |  |
|  | 7      | Maidstone United  | 2      |  |  |         |                    |         |                  |   |           |              |           |  |

#### Tứ kết
| 29 tháng 4 | Boreham Wood                                             | 4–3      | Dorking Wanderers                                   | Borehamwood                                     |  |
| 19:45 BST  | - Sousa 16' - Abdulmalik 84' - Coxe 90' - Ilesanmi 90+6' | Chi tiết | - Ilesanmi 54' (l.n.) - Prior 61' - Bush 81' (l.n.) | Sân vận động: Meadow Park Lượng khán giả: 1,648 |  |

| 30 tháng 4 | Worthing | 0–2      | Maidstone United                   | Worthing                                                                   |  |
| 19:45 BST  |          | Chi tiết | Brookes 15' (ph.đ.), 90+5' (ph.đ.) | Sân vận động: Woodside Road Lượng khán giả: 2,983 Trọng tài: Adam Merchant |  |

#### Bán kết
| 3 tháng 5 | Torquay United | 0–1 | Boreham Wood | Torquay                                       |  |
| 15:00 GMT |                |     | - Rush 59'   | Sân vận động: Plainmoor Lượng khán giả: 5,721 |  |

| 4 tháng 5 | Eastbourne Borough | 1–2 | Maidstone United                    | Eastbourne                                      |  |
| 15:00 GMT | - Pavey 63'        |     | - Berkeley-Agyepong 42' - Blair 90' | Sân vận động: Priory Lane Lượng khán giả: 3,194 |  |

#### Chung kết
| 18 tháng 5 | Boreham Wood  | 1–0      | Maidstone United | Borehamwood               |  |
| 15:00 GMT  | - Clayden 47' | Chi tiết |                  | Sân vận động: Meadow Park |  |

### Thống kê
Tính đến 26 tháng 4 năm 2025

### Vua phá lưới
| Hạng | Cầu thủ          | Câu lạc bộ         | Số bàn thắng |
| ---- | ---------------- | ------------------ | ------------ |
| 1    | Tyler Harvey     | Truro City         | 27           |
| 2    | George Alexander | Eastbourne Borough | 24           |
| 2    | Kwesi Appiah     | Boreham Wood       | 24           |
| 4    | Cody Cooke       | Torquay United     | 20           |
| 4    | Luke Coulson     | Weston-super-Mare  | 20           |
| 4    | Alfie Rutherford | Dorking Wanderers  | 20           |
| 7    | Aaron Blair      | Maidstone United   | 19           |
| 8    | Matt Rush        | Boreham Wood       | 17           |
| 8    | Sam Youngs       | Enfield Town       | 17           |

### Giải thưởng hàng tháng
Mỗi tháng Vanarama National League sẽ công bố cầu thủ xuất sắc nhất tháng và HLV xuất sắc nhất tháng.
| Tháng    | HLV xuất sắc nhất tháng | HLV xuất sắc nhất tháng | Cầu thủ xuất sắc nhất tháng | Cầu thủ xuất sắc nhất tháng | Tham khảo     |
| -------- | ----------------------- | ----------------------- | --------------------------- | --------------------------- | ------------- |
| Tháng 8  | Scott Davies            | Slough Town             | Sean Shields                | Tonbridge Angels            | [ 21 ] [ 22 ] |
| Tháng 9  | Robbie Simpson          | Chelmsford City         | James Roberts               | Hampton & Richmond Borough  | [ 23 ] [ 24 ] |
| Tháng 10 | Scott Bartlett          | Weston-super-Mare       | Tyler Harvey                | Truro City                  | [ 25 ] [ 26 ] |
| Tháng 11 | Paul Wotton             | Torquay United          | George Alexander            | Eastbourne Borough          | [ 27 ] [ 28 ] |
| Tháng 12 | George Elokobi          | Maidstone United        | Kwesi Appiah                | Boreham Wood                | [ 29 ] [ 30 ] |
| Tháng 1  | Chris Agutter           | Worthing                | Mauro Vilhete               | Hampton & Richmond Borough  | [ 31 ] [ 32 ] |
| Tháng 2  | Marc White              | Dorking Wanderers       | Darren McQueen              | Hornchurch                  | [ 33 ] [ 34 ] |
| Tháng 3  | Gavin Macpherson        | Enfield Town            | Tyler Harvey                | Truro City                  | [ 35 ] [ 36 ] |